# Nimpkish Lake Provincial Park
Der Nimpkish Lake Provincial Park ist ein 3949 Hektar großer Provincial Park in der kanadischen Provinz British Columbia. Er liegt etwa 32 Kilometer südlich von Port McNeill im Regional District of Mount Waddington auf Vancouver Island.
Der Park liegt abseits des Highways 19. Da kein direkter Straßenzugang zum Park besteht, lediglich einige Holzfällerstraßen enden in der Nähe der Parkgrenzen, handelt es sich bei ihm um einen sogenannten Back Country Park.

## Anlage
Der Park liegt am südwestlichen Ufer des Nimpkish Lake und zieht sich vom Seeufer in Richtung Westen am Tlakwa Creek entlang. Rechts und links des Bachlaufs steigt der Park steil die Berghänge der Karmutzen Range hinauf.
 Bei dem Park handelt es sich um ein Schutzgebiet der Kategorie II (Nationalpark).

## Geschichte
Der Park wurde im Jahr 1995 eingerichtet und hat seinen Namen nach dem See, an welchem der Park liegt.
Der Park liegt im traditionellen Jagd- und Siedlungsgebiet der 'Namgis First Nation (Nimpkish-Cheslakees), die zu den Kwakwaka'wakw gehören.

## Flora und Fauna
Das Ökosystem von British Columbia wird mit dem Biogeoclimatic Ecological Classification (BEC) Zoning System in verschiedene biogeoklimatischen Zonen eingeteilt. Biogeoklimatische Zonen zeichnen sich durch ein grundsätzlich identisches oder sehr ähnliches Klima sowie gleiche oder sehr ähnliche biologische und geologische Voraussetzungen aus. Daraus resultiert in den jeweiligen Zonen dann auch ein sehr ähnlicher Bestand an Pflanzen und Tieren. Das Parkgebiet wird zum größten Teil verschiedenen Subzonen innerhalb der Coastal Western Hemlock Zone zugeordnet. Bedingt durch die Beschaffenheit ergibt sich eine Zuordnung von Teilen des Gebiets zur Very Dry Maritime Subzone und anderer Teile zur Very Wet Maritime Subzone. Weitere Teile werden zur Moist Maritime Subzone innerhalb der Mountain Hemlock Zone zugeordnet.
Nach einer letzten forstwirtschaftlichen Nutzung im Jahr 1928 ist der Park weitgehend mit Sekundärwald aus Douglasien, Purpur-Tannen, westamerikanische Hemlocktannen, Berg-Hemlocktannen und Nootka-Scheinzypressen bewachsen. Stellenweise findet sich im Park aber auch noch Primärwald. Dort besonders, überziehen epiphytische Flechten und Moose die Bäume. Weiterhin findet sich im Unterholz neben der Alaska Blueberry (Vaccinium alaskaense) auch das Etagenmoos und das gewelltblättrige Schiefkapselmoos.
Die Tier- und Pflanzenwelt ist vielfältig, markant für das Gebiet ist die ausgeprägte Rotwild-Population. Ebenfalls finden sich hier Schwarzbären, eisgraue Murmeltiere und Streifenhörnchen. Weiterhin findet sich dort auch Lebensraum für den Habicht sowie für die bedroht und besonders geschützte Marmelalk.

## Aktivitäten
Der Park bietet keine Zeltplätze oder Sanitäranlagen. Auch finden sich im Park keine ausgebauten, ausgewiesene Wanderwege. Der Park bietet daher, auch bedingt durch seine nicht unproblematische Erreichbarkeit, nur Outdoorliebhabern eine Erholungsmöglichkeit. Das „wilde“ Zelten und Feuer machen ist, mit Einschränkungen, erlaubt. Bei Kletterern und Bergsteigern erfreut sich der an der nördlichen Parkgrenze liegende Karmutzen Mountain, mit einer Höhe von 1433 m, einer gewissen Beliebtheit.

## Benachbarte Parks
Nördlich des Parks fließt der Nimpkish Lake über den Nimpkish River in den Pazifik ab und entlang des Verlaufs des Flusses erstreckt sich dann der Lower Nimpkish Provincial Park. Am Oberlauf des Nimpkish River bzw. dessen Zuflüssen, dem Woss River und dem Davie River, liegen der Woss Lake Provincial Park und der Schoen Lake Provincial Park.